# Рохат (чайхана)

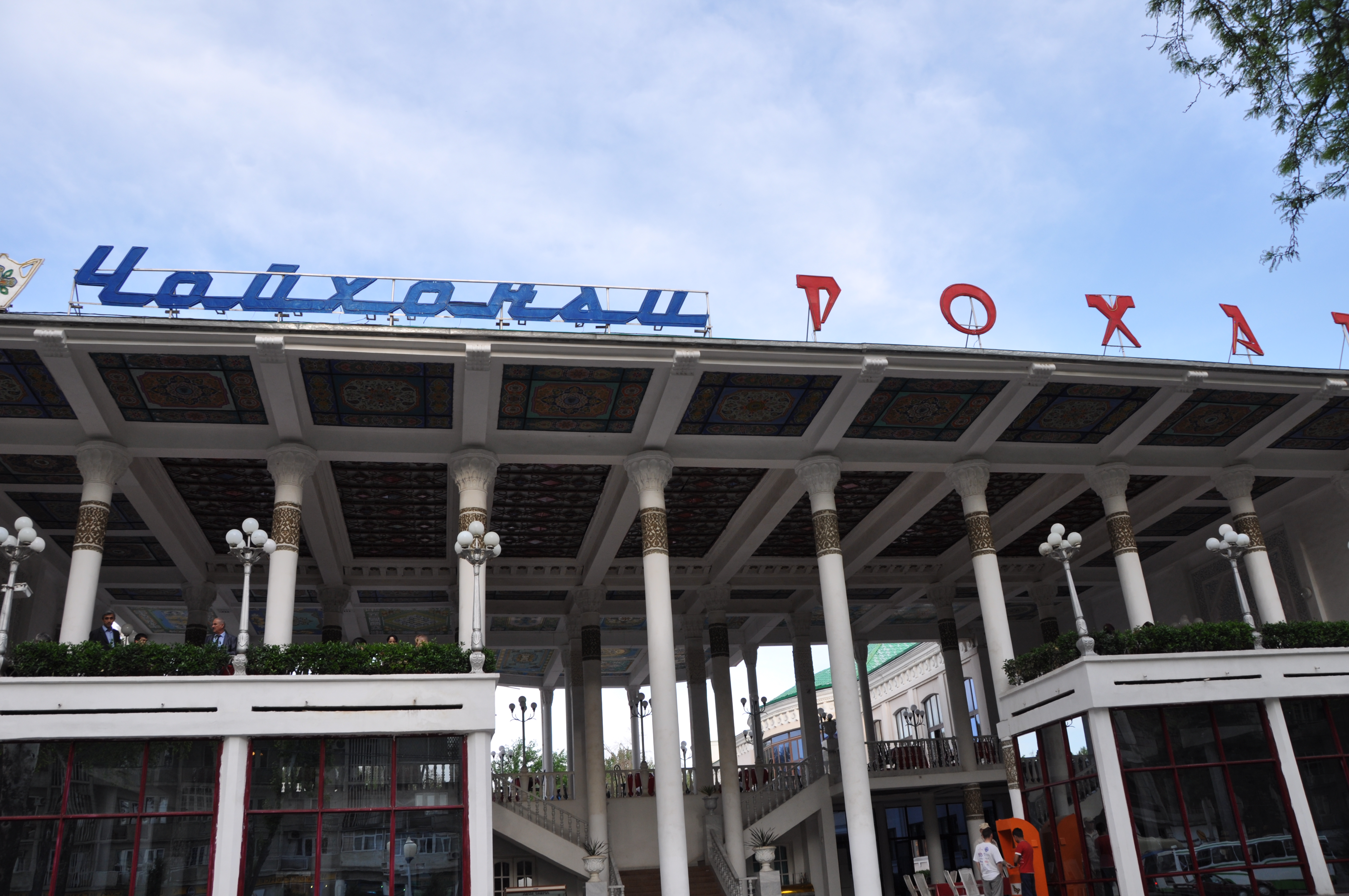
Чайхана «Рохат», Душанбе

Чайхана «Рохат» — ресторан-чайхана у столиці Таджикистану місті Душанбе; яскравий взірець містобудування кінця 1950-х — початку 1960-х років.

## Зазальні та історичні дані
Чайхана «Рохат» розташована на центральній магістралі Душанбе — на проспекті Рудакі (колишні вулиця Леніна і проспект Леніна).
Будівлю, що була одним з «піонерів» душанбинської сучасної архітектури з використанням таджицьких класичних мистецьких традицій, було споруджено у 1959 році за проектом К. Терлецького та Д. Гендліна. У оздобленні фасадів та оформленні інтер'єрів споруди взяли участь таджицькі народні майстри Х. Саїдов, М. Алімов, М. Асадов, Ю. Раупов. 

## Опис
Чайхана «Рохат» зведена у сучасних залізобетонних конструкціях, але з використанням класичних традицій, зокрема переобтяжена ліпними деталями, скульптурними оздобленнями та іншими атрибутами декору. 
З архітектурного плану приміщення являє собою відкритий двоярусний портик з водограями та ажурними ґратами. Інтер'єр чайхани органічно зливається із зовнішнім міським середовищем.

## Виноски
1. ↑  Градостроительство и архитектура // Душанбе. Энциклопедия [Архівовано 28 жовтня 2010 у Wayback Machine.], Душанбе: © Главная научная редакция Таджикской Национальной Энциклопедии,  2004 (рос.) ISBN 5-89870-071-4]
2. ↑  Искусство Таджикской Советской Социалистической республики // История искусства народов СССР. Том 8., М.: «Изобразительное искусство», 1977, стор. 404 (рос.)